# (4813) Terebizh
(4813) Terebizh (1977 RR7) – planetoida z pasa głównego asteroid okrążająca Słońce w ciągu 5,53 lat w średniej odległości 3,13 j.a. Odkryta 11 września 1977 roku.